# Braulio Godínez
Braulio Antonio Godínez Durán (Guanajuato, México; 27 de marzo de 1984) es un futbolista mexicano que jugaba de defensa.

## Trayectoria
Surgido en el Club Pachuca que recibe la oportunidad de debutar en el Apertura 2003 de la mano de Víctor Manuel Vucetich. Logra ganarse rápidamente un lugar en el primer equipo, pero no alcanzar la regularidad alternando con el filial de la Primera División 'A' el Club de Fútbol Indios posteriormente luego de que ambos clubes se desligaron completamente, Indios compró su carta y estuvo de modo oficial en el club tanto en su estancia en primera división como en la división de ascenso, después para el Apertura 2011 fue contratado por La Piedad donde había formado parte del ascenso a primera división pero el club se tuvo que mudar a Veracruz y se quedó libre hasta que fue contratado por el recién afiliado a la categoría Alebrijes de Oaxaca actualmente juega en el Mérida FC desde el Apertura 2014.

## Clubes
| Club                           | País   | Año         | Partidos | Goles |
| ------------------------------ | ------ | ----------- | -------- | ----- |
| Club de Fútbol Pachuca         | México | 2003-2007   | 18       | 0     |
| Club de Fútbol Indios (cedido) | México | 2005 - 2006 | 35       | 1     |
| Club de Fútbol Pachuca         | México | 2008        | 4        | 0     |
| Club de Fútbol Indios (cárnet) | México | 2007 - 2008 | 19       | 0     |
| Dorados de Sinaloa             | México | 2008        | 13       | 0     |
| Club de Fútbol Indios          | México | 2008-2009   | 25       | 1     |
| Club de Fútbol Pachuca         | México | 2010        | 0        | 0     |
| Dorados de Sinaloa             | México | 2011        | 11       | 0     |
| La Piedad                      | México | 2011-2013   | 31       | 1     |
| Alebrijes de Oaxaca            | México | 2013-2014   | 26       | 1     |
| Mérida FC                      | México | 2014-2015   | 12       | 1     |
| Lobos BUAP                     | México | 2015-       |          |       |

- Datos: Q4958254